# Isla Kolgúyev
La isla Kolgúyev (del ruso:  остров Колгуев) es una isla localizada en el Ártico, en la zona sur-oriental del mar de Barents (al este del mar de Pechora) y a unos 75 km al noreste de la península de Kanín. Administrativamente, pertenece al distrito autónomo de Nenetsia, dependiente a su vez del óblast de Arjánguelsk.

## Geografía
La isla, de forma aproximadamente circular, tiene un diámetro de unos 80 km y 4968 km² de superficie. El punto más alto de la isla tiene solamente 176 m. La isla tiene grandes zona húmedas, con muchos pantanos, turberas y  colinas morreicas, cubiertas por la vegetación característica de la tundra. 
Sólo hay un asentamiento habitado en la isla, Bugrinó, localizado en la costa sureste, con apenas 200 habitantes. La tribu nativa de los  nenets forman la mayoría de la población, con la pesca, la ganadería del reno y la trampas de caza como sus principales actividades económicas. El petróleo y el gas también están presentes.
La fauna es escasa y limitada a unas pocas colonias de aves y zorros polares. 
El clima de la isla es duro y frío. Los inviernos son largos, con bajas temperaturas (en enero de -10 a -15 °C, a menudo, -20 °C), mientras que los veranos son cortos y fríos (julio de 4 a 6 °C, con sólo 3 meses por encima de 0 °C).

### Clima
| Parámetros climáticos promedio de Isla Kolgúyev (1991-2020) | Parámetros climáticos promedio de Isla Kolgúyev (1991-2020) | Parámetros climáticos promedio de Isla Kolgúyev (1991-2020) | Parámetros climáticos promedio de Isla Kolgúyev (1991-2020) | Parámetros climáticos promedio de Isla Kolgúyev (1991-2020) | Parámetros climáticos promedio de Isla Kolgúyev (1991-2020) | Parámetros climáticos promedio de Isla Kolgúyev (1991-2020) | Parámetros climáticos promedio de Isla Kolgúyev (1991-2020) | Parámetros climáticos promedio de Isla Kolgúyev (1991-2020) | Parámetros climáticos promedio de Isla Kolgúyev (1991-2020) | Parámetros climáticos promedio de Isla Kolgúyev (1991-2020) | Parámetros climáticos promedio de Isla Kolgúyev (1991-2020) | Parámetros climáticos promedio de Isla Kolgúyev (1991-2020) | Parámetros climáticos promedio de Isla Kolgúyev (1991-2020) |
| Mes                                                         | Ene.                                                        | Feb.                                                        | Mar.                                                        | Abr.                                                        | May.                                                        | Jun.                                                        | Jul.                                                        | Ago.                                                        | Sep.                                                        | Oct.                                                        | Nov.                                                        | Dic.                                                        | Anual                                                       |
| ----------------------------------------------------------- | ----------------------------------------------------------- | ----------------------------------------------------------- | ----------------------------------------------------------- | ----------------------------------------------------------- | ----------------------------------------------------------- | ----------------------------------------------------------- | ----------------------------------------------------------- | ----------------------------------------------------------- | ----------------------------------------------------------- | ----------------------------------------------------------- | ----------------------------------------------------------- | ----------------------------------------------------------- | ----------------------------------------------------------- |
| Temp. máx. abs. (°C)                                        | 2.3                                                         | 1.7                                                         | 2.3                                                         | 8.7                                                         | 18.5                                                        | 27.4                                                        | 30.0                                                        | 29.2                                                        | 20.3                                                        | 12.0                                                        | 5.8                                                         | 4.4                                                         | 30.0                                                        |
| Temp. máx. media (°C)                                       | -7.7                                                        | -8.7                                                        | -6.7                                                        | -3.1                                                        | 1.1                                                         | 6.7                                                         | 11.6                                                        | 10.8                                                        | 8.0                                                         | 2.6                                                         | -1.7                                                        | -4.1                                                        | 0.7                                                         |
| Temp. media (°C)                                            | -10.5                                                       | -11.5                                                       | -9.5                                                        | -5.5                                                        | -1.1                                                        | 3.8                                                         | 8.3                                                         | 8.3                                                         | 5.8                                                         | 0.9                                                         | -3.8                                                        | -6.5                                                        | -1.8                                                        |
| Temp. mín. media (°C)                                       | -13.7                                                       | -14.9                                                       | -12.6                                                       | -8.3                                                        | -3.0                                                        | 1.8                                                         | 5.8                                                         | 6.0                                                         | 3.7                                                         | -1.3                                                        | -6.5                                                        | -9.4                                                        | -4.4                                                        |
| Temp. mín. abs. (°C)                                        | -37.6                                                       | -40.1                                                       | -36.0                                                       | -31.6                                                       | -22.5                                                       | -6.2                                                        | -2.4                                                        | -2.9                                                        | -6.3                                                        | -21.2                                                       | -27.5                                                       | -35.5                                                       | -40.1                                                       |
| Precipitación total (mm)                                    | 22                                                          | 18                                                          | 17                                                          | 16                                                          | 16                                                          | 32                                                          | 31                                                          | 38                                                          | 41                                                          | 45                                                          | 26                                                          | 29                                                          | 331                                                         |
| Fuente: Погода и климат                                     |                                                             |                                                             |                                                             |                                                             |                                                             |                                                             |                                                             |                                                             |                                                             |                                                             |                                                             |                                                             |                                                             |

## Informe de Trevor-Battye
La isla fue descubierta en 1894 por el naturalista  británico Aubyn B.R. Trevor-Battye (1855-1922). Tomo tierra en junio con un asistente, con la intención de pasar alrededor de un mes dedicado al estudio de la fauna silvestre, especialmente de las aves. Debido a problemas mecánicos con el buque, y a un malentendido, se quedaron varados en la isla durante 12 semanas. Publicó su estudio de la historia natural y la topografía de Kolgúyev como: Ice-bound on Kolguev (Trevor-Battye 1895). El libro incluye observaciones sobre el pueblo  nenets (que también se ha conocido como samoyedo) que llevaban sus renos a la isla para pastos de verano y ponían trampas para los gansos para su comercio en Rusia. Trevor-Battye finalmente dejó la isla con los pastores de renos en septiembre de 1894, y tuvo que viajar 1000 millas por tierra,  desde el río Pechora a Arcángel. Describió este viaje de aventura en: A northern highway of the Tsar [Una vía rápida septentrional del Zar] (Trevor-Battye 1898).

## Trivia
La isla es el lugar central de una historia del escritor ruso Vassily Golovánov (n. 1968) titulado, Elogio de viaje sin sentido, publicado traducido al francés por Verdier (Éloge des voyages insensés, 2008).
El nombre de la isla, como Kolgujev, aparece en un videojuego llamado «Operation Flashpoint: Cold War Crisis» que se presentó en el 2001. La isla del juego no guarda semejanza con la isla, y en su lugar adopta la forma de la isla de Tenerife.